# 维多利亚·克拉克
维多利亚·英語：，1959年10月10日—），女，美国演员、歌手。曾获得托尼奖最佳音乐剧女主角。